# 定遠 (戦艦)
定遠（ていえん、定远、拼音: Dingyuan）は、清国海軍の戦艦で定遠級の1番艦。同型艦に「鎮遠」がある。

## 艦歴
「定遠」は「鎮遠」と共にドイツに発注され、ヴルカン・シュテッティン造船所で建造された、清国海軍の主力艦である。契約後の1883年には艤装が終了し回航を残すのみとなっていたが、清仏戦争の影響でドイツが中立を保ったため、戦争終結後の1885年10月に就役した。装甲及び武装は同じ造船所で建造されたザクセン級装甲艦「ザクセン（SMS Sachsen, 1878年）を元に設計されており、定遠級戦艦はその小形版とも言え、類似する設計が多い。
就役後は清国北洋艦隊の旗艦を務め、1886年（明治19年）には示威を兼ねて朝鮮、ロシア、日本を歴訪した。日本訪問の際には、その強大さと船員の乱行（長崎事件）から日本社会にとって大きな脅威として受け止められた。
日清戦争が勃発すると、黄海海戦（1894年（明治27年）9月17日）に参加したが、主砲による砲撃中、艦橋が崩壊、司令官・丁汝昌も負傷し指揮能力を失った。その後、159発の命中弾を受けるが、死者17人負傷者38人を出したのみで作戦能力は健在であった。
黄海海戦の後は威海衛で防備に当たっていたが、1895年（明治28年）2月5日に水雷艇の夜襲により雷撃を受けて擱座。なおも砲台として戦闘を継続したものの9日には陸上からの攻撃を受け損傷した。翌10日、日本軍による鹵獲を避けるために自沈。艦長の劉歩蟾も自決を遂げた。
艦体の一部は翌年引き上げられた。福岡県太宰府市には引き上げられた定遠の艦材を使った「定遠館」という記念館があり、門の扉は定遠の鉄板を使用している。館の玄関には艦内の手すりと思われるもの、正面の梁に装飾を施した部材（木）、左手の縁側の下には端艇の櫂を見ることができる。
そこは太宰府天満宮の神官の一人である小野（三木）隆助の邸であったが、そこに私財を投じて建てられた。太宰府天満参道を登って右手案内所のそばに定遠館があるが、前庭は駐車場となっている。
2004年9月に中国の威海港で復元艦が進水し、展示されている。
2019年9月に沈没した艦体を発見したことが中国で報じられた。
そして翌年の2020年9月には、威海市の劉公島近海で重さ約18トンの「定遠」の装甲鉄板を引き揚げることに成功したと発表。
鉄板を覆っていた海底の泥を浚渫（しゅんせつ）し、ワイヤで釣り上げた。全体で10時間以上かけた作業であったと現地にて報じられている。

## エピソード
- 黄海海戦において、巡洋艦「松島」乗組の三浦虎次郎水兵が、重傷を負いつつ「まだ沈まずや定遠は」と副長に尋ね、副長がそれに対して「戦い難く成し果てき」と応えた、という逸話が軍歌『勇敢なる水兵』に歌われている。
- 軍歌『水雷艇の夜襲』（作詞：大和田建樹　作曲：瀬戸口藤吉）は、定遠を擱座させた夜襲作戦を歌ったものである。

## 同型艦
- 鎮遠